# Muruzábal
Muruzábal (en euskera: Muruzabal) es una villa y municipio español de la Comunidad Foral de Navarra, situado en la merindad de Pamplona, en la comarca de Puente la Reina, en el Valdizarbe y a 26 km al sur de la capital de la comunidad, Pamplona. Su población es de 275 habitantes (INE 2024).
Dentro de su término municipal, y a unos 2 km del núcleo de la población se encuentra la Iglesia de Santa María de Eunate (de estilo románico, construida en el siglo XII), peculiar por ser de planta octogonal, y emplazada en el Camino de Santiago procedente de Somport.
Por el norte de la localidad entra también la Ruta Jacobea procedente de Roncesvalles, pese a que ambas rutas no confluyen hasta llegar a Puente la Reina, a 5 km de distancia hacia el suroeste.

## Geografía

### Situación
La localidad se ubica en el centro de la Comunidad Foral de Navarra dentro del Valdizarbe o Valle de Izarbe. Su término municipal tiene 5.94 km² y limita al norte con Uterga, al oeste con Obanos, al sur con Enériz y al este con Adiós, municipios todos ellos enclavados en el mismo valle.

## Historia
Es una antigua villa de señorío realengo. En 1407 el rey Carlos III la incluyó dentro del vizcondado de Muruzábal creado en favor de su hermano Leonel de Navarra.
En 1665, Muruzábal obtuvo del rey la calidad de villa y la jurisdicción civil, por 5280 reales que dio al erario, separándose de Valdizarbe, haciéndose definitivo en 1730.
A finales del siglo XVIII la iglesia parroquial estaba servida por un vicario y dos beneficiados; funcionaba en la localidad un molino harinero. En 1847 contaba con escuela, dotada con 2160 reales; para las comunicaciones solo había caminos locales.
En los años veinte de nuestro siglo existían sendas fundaciones que habían permitido el establecimiento de un asilo de ancianos (por institución de Dominica Pérez Tafalla en 1897) y escuelas de párvulos, de niños y de niñas, a cargo de una comunidad de hijas de la Caridad de San Vicente de Paúl, que tenían su convento.

## Demografía
Muruzábal cuenta con una población de 275 habitantes (INE 2024).

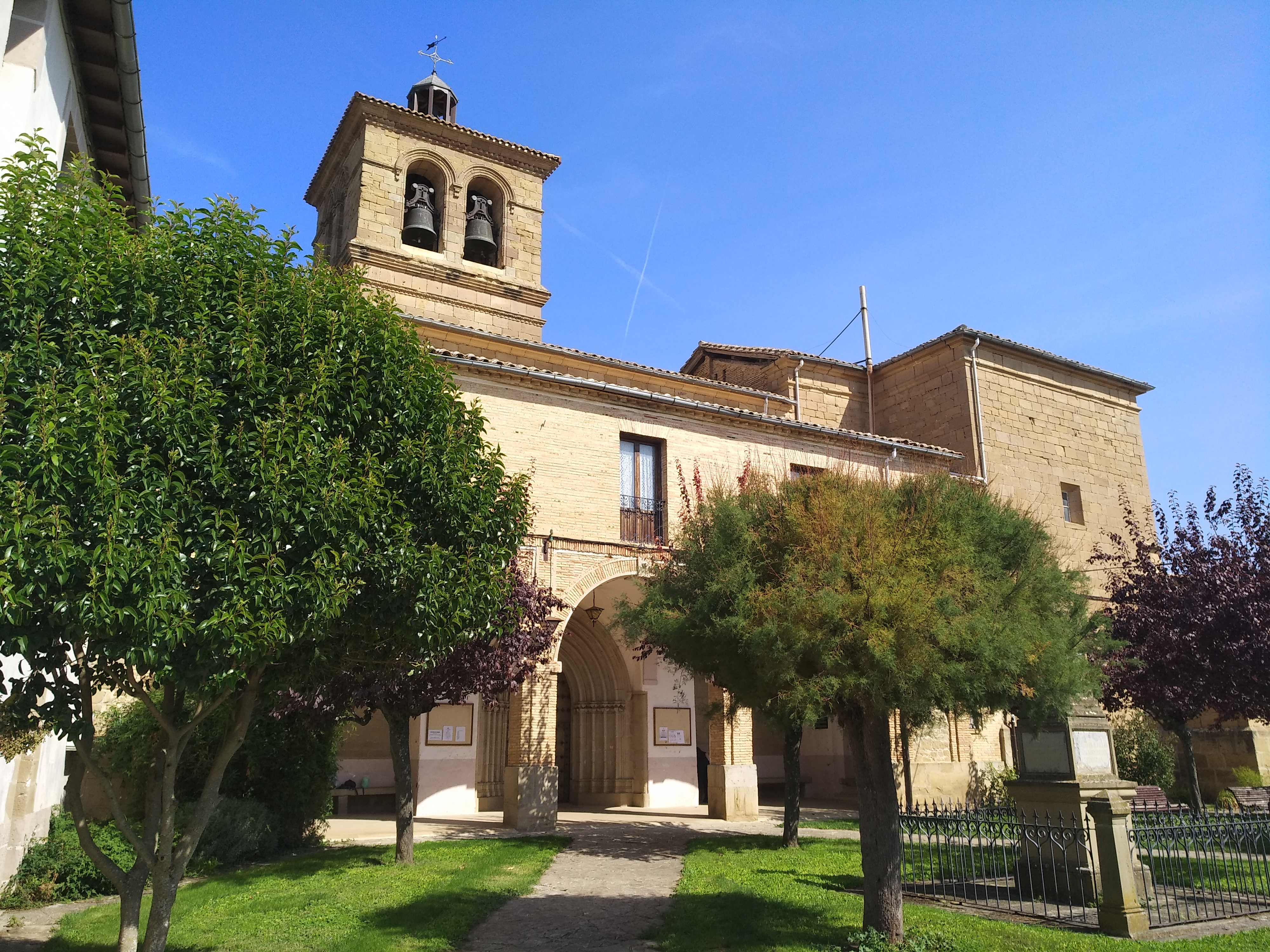
Iglesia de San Esteban

| Gráfica de evolución demográfica de Muruzábal entre 1842 y 2021                                                     |
| |
| Población de derecho según los censos de población del INE Población de hecho según los censos de población del INE |

## Patrimonio
La iglesia parroquial de San Esteban está datada en el siglo XIV, con ampliaciones en los siglos XVI-XVII. Contiene una planta de cruz latina, siendo la nave y una capilla lateral de época medieval mientras que el crucero y cabecera son de época renacentista. Las bóvedas son de crucería en los tres últimos tramos de la nave y en la capilla lateral mientras que, por otra parte, son de lunetos en el tramo anterior al crucero, en sus laterales y en la capilla mayor. El centro del crucero se cubre con cúpula y linterna sobre pechinas. La portada de la iglesia es de arco apuntado con varias arquivoltas y capitel corrido.
En el interior se conserva el retablo mayor de estilo romanista, del siglo XVIII. En él se haya colocada una talla de la Virgen, del siglo XVI, procedente de Eunate. El lado del crucero de la epístola se halla convertido en capilla, con verja del siglo XVII. Alberga el sepulcro del obispo de Calahorra, Juan Juániz (1666).
En el muro de la nave, al lado de la epístola, hay un crucifijo del siglo XIV. En el crucero del evangelio hay un retablo rococó con algunas tallas del siglo XVII. La capilla gótica del lado del evangelio alberga un retablo del siglo XV, restaurado, dedicado a San Juan Bautista y San Juan Evangelista, con sus tallas, y el resto de tablas de pintura, con finas cresterías góticas. La escalera del coro tiene una barandilla calada del siglo XVI, trabajada en estuco o piedra y con una figura de león en el arranque.
En el término municipal de Muruzabal, a unos 2 km del núcleo urbano, se encuentra la iglesia románica de Santa María de Eunate.